# Ördöglakat (film, 2013)
Az Ördöglakat (eredeti cím: Devil's Knot) 2013-ban bemutatott amerikai életrajzi bűnügyi filmdráma, amelyet Atom Egoyan rendezett, Mara Leveritt 2002-es, Devil's Knot című könyve alapján. A főbb szerepekben Colin Firth, Reese Witherspoon, Dane DeHaan, Mireille Enos, Bruce Greenwood, Elias Koteas, Stephen Moyer, Alessandro Nivola, Amy Ryan és Martin Henderson látható.
Világpremierje a 2013-as Torontói Nemzetközi Filmfesztiválon volt szeptember 8-án. Kanadában 2014. január 24-én mutatták be korlátozott számú mozikban, az Amerikai Egyesült Államokban és Video on Demand szolgáltatások 2014. május 9-én jelent meg.

## Cselekmény
1993-ban, az West Memphis munkásosztálybeli, mélyen vallásos közösségében három nyolcéves kisfiú – Stevie Branch, Christopher Byers és Michael Moore – eltűnik a környékükről. A kiterjedt keresés után másnap megtalálják megkötözött és összevert holttestüket. A közösség és a rendőrség meg van győződve arról, hogy a gyilkosságokat sátánista szekta követte el, a bűncselekmények erőszakos és szexuális jellege miatt. Egy hónappal később három tinédzsert – Damien Echols-t, Jason Baldwin-t és Jessie Misskelley Jr.-t – tartóztatnak le, miután Misskelley 12 órás kihallgatást követően beismerő vallomást tesz. Bíróság elé állítják őket: Baldwin és Misskelley életfogytiglani börtönbüntetést, Echols pedig halálbüntetést kap, miközben mindvégig ártatlanságukat hangoztatják.
A valóságban, 2011 augusztusában, majdnem 20 év börtön után, Echols, Baldwin és Misskelley új tárgyalási lehetőséget kaptak, és szabadon engedték őket az úgynevezett Alford-vallomás keretében, mely szerint büntetett előéletük megmaradt, de szabadlábon élhetnek.[12]
A fiú, aki korábban édesanyjával együtt tanúskodott ellenük, később visszavonta vallomását. Lax nyomozó egy hajszálat talált a bűntett helyszínén, amely Terry Hobbs, az egyik áldozat nevelőapjának DNS-éhez hasonlított. John Mark Byers feleségét „megoldatlan” körülmények között holtan találták, és Pam Hobbs – az egyik áldozat édesanyja – továbbra is kutatta az igazságot fia meggyilkolásának ügyében.

## Szereplők
| Szerep                   | Színész            | Magyar hang            |
| ------------------------ | ------------------ | ---------------------- |
| Pamela Hobbs             | Reese Witherspoon  | Kökényessy Ági         |
| Vicki Hutcheson          | Mireille Enos      | Sallai Nóra            |
| Ron Lax                  | Colin Firth        | Kőszegi Ákos           |
| Chris Morgan             | Dane DeHaan        | Szalay Csongor         |
| Stevie Branch            | Jet Jurgensmeyer   |                        |
| Christopher Byers        | Brandon Spink      |                        |
| Michael Moore            | Paul Boardman Jr.  |                        |
| John Mark Byers          | Kevin Durand       | Élő Balázs             |
| David Burnett bíró       | Bruce Greenwood    | Seder Gábor            |
| John Fogelman            | Stephen Moyer      | Kisfalusi Lehel        |
| Jerry Driver             | Elias Koteas       | Horváth-Töreki Gergely |
| Margaret Lax             | Amy Ryan           | Bálint Adrienn         |
| Terry Hobbs              | Alessandro Nivola  | Csík Csaba Krisztián   |
| Jessie Misskelley, Jr.   | Kristopher Higgins | Hamvas Dániel          |
| Damien Echols            | James Hamrick      |                        |
| Jason Baldwin            | Seth Meriwether    | Császár András         |
| Dale Griffis             | Gary Grubbs        |                        |
| Brent Davis              | Martin Henderson   | Dányi Krisztián        |
| Gloria Shettles          | Collette Wolfe     | Kis-Kovács Luca        |
| Val Price                | Kristoffer Polaha  | Oroszi Tamás           |
| Gary Gitchell felügyelő  | Rex Linn           | Faragó András          |
| Paul Ford                | Matt Letscher      | Stern Dániel           |
| Dan Stidham              | Michael Gladis     | Potocsny Andor         |
| McDonough nyomozó        | Brian Howe         | Beszterczey Attila     |
| Bryn Ridge rendőrhadnagy | Robert Baker       | Varga Gábor            |
| Tom                      | Wilbur Fitzgerald  |                        |

### Magyar változat
- Bemondó: Endrédi Máté
- Magyar szöveg: Vajda Evelin
- Hangmérnök és vágó: Takács György
- Gyártásvezető: Lajtai Erzsébet
- Szinkronrendező: Zákányi Balázs
- Produkciós vezető: Jávor Barbara

A szinkront a Masterfilm Digital Kft. készítette el.

## A film készítése
Colin Firth 2012. május 21-én csatlakozott a szereplőgárdához. További szereposztási bejelentések 2012. június 27-én történtek. A film producerei Elizabeth Fowler, Richard Saperstein, Clark Peterson, Christopher Woodrow és Paul Harris Boardman voltak, a forgatókönyvet Boardman és Scott Derrickson írták. Az első képet a forgatásról 2012. június 26-án tették közzé.
A forgatás 2012. június 16-án kezdődött a georgiai Morrow és Atlanta városoban. A bírósági jeleneteket a cartersville-i Bartow megyei bíróságon forgatták.

## Bemutató
Világpremiere a 2013-as Torontói Nemzetközi Filmfesztiválon volt 2013. szeptember 8-án. Az Image Entertainment a premier után megvásárolta a forgalmazási jogokat. A film 2014. január 24-én került a kanadai mozikba (angol és francia nyelven).

## Fogadtatás
A Rotten Tomatoes weboldalon 26%-os értékelést kapott 96 pozitív kritika alapján, az átlagértékelése 4,7 pont a 10-ből. Az oldal szöveges összefoglalója szerint: „Az Ördöglakat olyan tényszerű terepet jár be, amelyet már több (és sokkal meggyőzőbb) dokumentumfilmmel is bejártak.” A Metacritic oldalán 100-ból 42 pontott kapott 24 kritika alapján, ami „vegyes vagy átlagos” értékelést jelent.